# 揚子江気団
揚子江気団（ようすこうきだん）とは、中華人民共和国の揚子江（長江）流域に位置する、高温・乾燥な気団。熱帯大陸性気団に属するが、亜熱帯大陸性気団とすることもある。長江気団（ちょうこうきだん）とも呼び、気象庁は2007年4月の予報用語改定以来、こちらを正式名称としているが、日本では伝統的に「揚子江気団」のほうがよく使用されている。近年、シベリア気団の一部が温暖化したものであり、正確には独立した気団ではないという考え方や気団の定義となる「停滞性の高気圧により、気温や湿度などの性質が水平方向に広い範囲にわたってほぼ一定になり、一つの塊と見なせるようになった状態」といったものに該当しないことから教科書における表記がなくなってきている。
春や秋に多く出現し日本付近を西から東へ移動する、いわゆる移動性高気圧を構成している気団。

## 概要
中国の華南や華中、インドシナ半島北部は中緯度高圧帯に位置するため、雨は一時期に集中して降り、周辺の地域に比べて比較的乾燥した高温の状態が続くことが多い。また、チベット高原には夏を中心に春から秋にかけてモンスーンの影響による東西に長い高気圧帯（チベット高気圧）ができ、同じく乾燥した高温の状態が続く。そのため、春から秋の間、高温で乾燥した気団が中国揚子江流域付近に出現する。
揚子江気団は寒帯性のシベリア気団（シベリア高気圧）が上記のような要因で温暖化したものである。したがって、ユーラシア大陸側が海洋側（北太平洋･インド洋など）より相対的に温暖になり、大陸全般が顕著な低圧部（地上気圧が低いエリア）となる晩春（初夏）－盛夏の時期には日本に影響を与えることはほとんどない。一般的には、シベリア･オホーツク海･揚子江･小笠原の4気団が日本に影響を与える主な気団とされるが、上記のように揚子江気団は、正確には独立した気団とはいえない。独立した気団としては、赤道気団が台風の時期や梅雨末期などに日本に影響を与えるため、日本に影響を与える主な独立した気団としては、シベリア･オホーツク海･小笠原･赤道の4気団であるということができる。
華南や華中付近では、対流圏中高層の上空では一年を通してジェット気流が流れており、揚子江気団を伴った移動性高気圧は西から東に流される。冬はシベリア気団が南下して勢力を強め、ジェット気流の流路はフィリピン付近にまで南下する。春になるとジェット気流は北上し、そこに移動性高気圧が流れてきて、からっとした晴天をもたらす。また、高気圧の間には低気圧が形成され、変わりやすい天気となる。地上天気図上での日本付近に来る移動性高気圧の主なルートとしては、バイカル湖付近に中心を持つシベリア高気圧が華中･華南付近に中心を移し(移しているように見える動きをし)、それが東進して日本付近に来るルートがある。これは一つの例であり、大陸上での経由地は様々なパターンがあるほか、日本付近でも本州上を東進するものもあれば、本州南海上を進むものなど色々な場合がある。この移動性高気圧が本州の東海上、特に本州の南海上を通る場合は夏の気圧配置(南海上に小笠原高気圧)と似た配置となり、南から温暖な空気を引き込み本州付近では気温が上がる事がある。
5月ごろには高温・多湿の小笠原気団を伴った小笠原高気圧（太平洋高気圧）が南シナ海まで勢力を広げ、揚子江気団との間に梅雨前線を形成し、華南や南西諸島に梅雨をもたらす。前線は次第に北上していくが、6月ごろにはオホーツク海気団の勢力が日本列島に及び始め、揚子江気団に代わって梅雨前線を形成するようになる。梅雨が明けると小笠原気団が日本列島の広範囲を覆う。
8月のお盆明けから9月頃になると小笠原気団は勢力を弱め始め、オホーツク海気団は勢力を強め始める。この両気団の間に秋雨前線が形成され、日本に秋雨をもたらしながら次第に南下していく。秋雨前線は中国付近にまで達することはほとんどなく、10月に本州南方（伊豆諸島・小笠原諸島の東海上）にまで退いて次第に消滅していく。すると、両気団の間に揚子江気団を伴った移動性高気圧が入り込み、春のような変わりやすい天気をもたらす。ただし春とは違い、日本海低気圧やメイストームのような、日本付近で荒天をもたらす移動性低気圧が発生することはあまりない。発達して日本付近に荒天をもたらす低気圧の発生が多くなるのは、シベリア気団の強まってくる晩秋（初冬）以降となる。そして、シベリア気団の南下とともにジェット気流が南下し、揚子江気団の流れも南へ移っていく。そして冬になると日本付近は、小笠原諸島など一部を除いてシベリア気団の影響を強く受けるようになり、再び揚子江気団の影響を受けることが多くなるのは翌春以降となる。